# Izmaiłowskie spotkania
Izmaiłowskie spotkania – wieczornice poświęcone literaturze rosyjskiej, organizowane przez wielkiego księcia Konstantego Konstantynowicza Romanowa w koszarach Izmaiłowskiego Pułku Lejbgwardii. Wieczornice te miały zastąpić zwykłe hulanki oficerskie i zmienić przez to metody wychowawcze młodych rosyjskich żołnierzy.

## Literatura
- Aleksander Michałowicz Romanow, Byłem wielkim księciem, Studio Wydawnicze Unikat, Białystok 2004.